# 原子力発電関係団体協議会
原子力発電関係団体協議会（げんしりょくはつでんかんけいだんたいきょうぎかい）は、日本にある原子力発電所の立地している、または立地の計画が予定されている道県の知事により構成される、原子力発電の問題を研究し、地域社会の健全な発展に寄与するための団体。略称は原発協（げんぱつきょう）。

## 概要
1974年1月に北海道、宮城県、福島県、茨城県、新潟県、福井県、静岡県、島根県、佐賀県、鹿児島県の10の道県を対象に設立され、当初は各道県の担当部長と東京事務所長がその会員を担当。同年7月に会員を各道県知事に変更した。
現在は上記10道県のほか、愛媛県（同年7月）、山口県（1978年5月）、青森県（1981年7月）、石川県（1982年5月）が加わり、14の道県が参加している。
2012年7月、国に提出するエネルギー政策の要望書の素案を、会長県である青森県（三村申吾知事）が作成したが、この中に原発の推進を求める表現があった。これは福島県（佐藤雄平知事）・宮城県（村井嘉浩知事）・静岡県（川勝平太知事）の反対により撤回されたが、静岡県は協議会の意義に疑問を呈し、2012年8月に脱退を決めた。